# فريق أير بارونز
فريق أير بارونز للاستعراض الجوي. (بالإنجليزية: Air Barons)‏.هو فريق استعراض جوي يتبع إلى سلاح الجو الأمريكي.

## خلفية تاريخية
كانت الفرقة نشطة في الفترة من 1958 إلى 1971. وقد تم تجهيز فريق البداية مع غرومان F-9F-6 كوغار. كان فريق أير بارونز وفريق بهلوانات جوية (Aerobatics) من البحرية الجوية الاحتياطية وبالتالي الفريق الجوي الثاني من البحرية الأمريكية مع الملائكة الزرقاء (Blue Angels).